# Simon

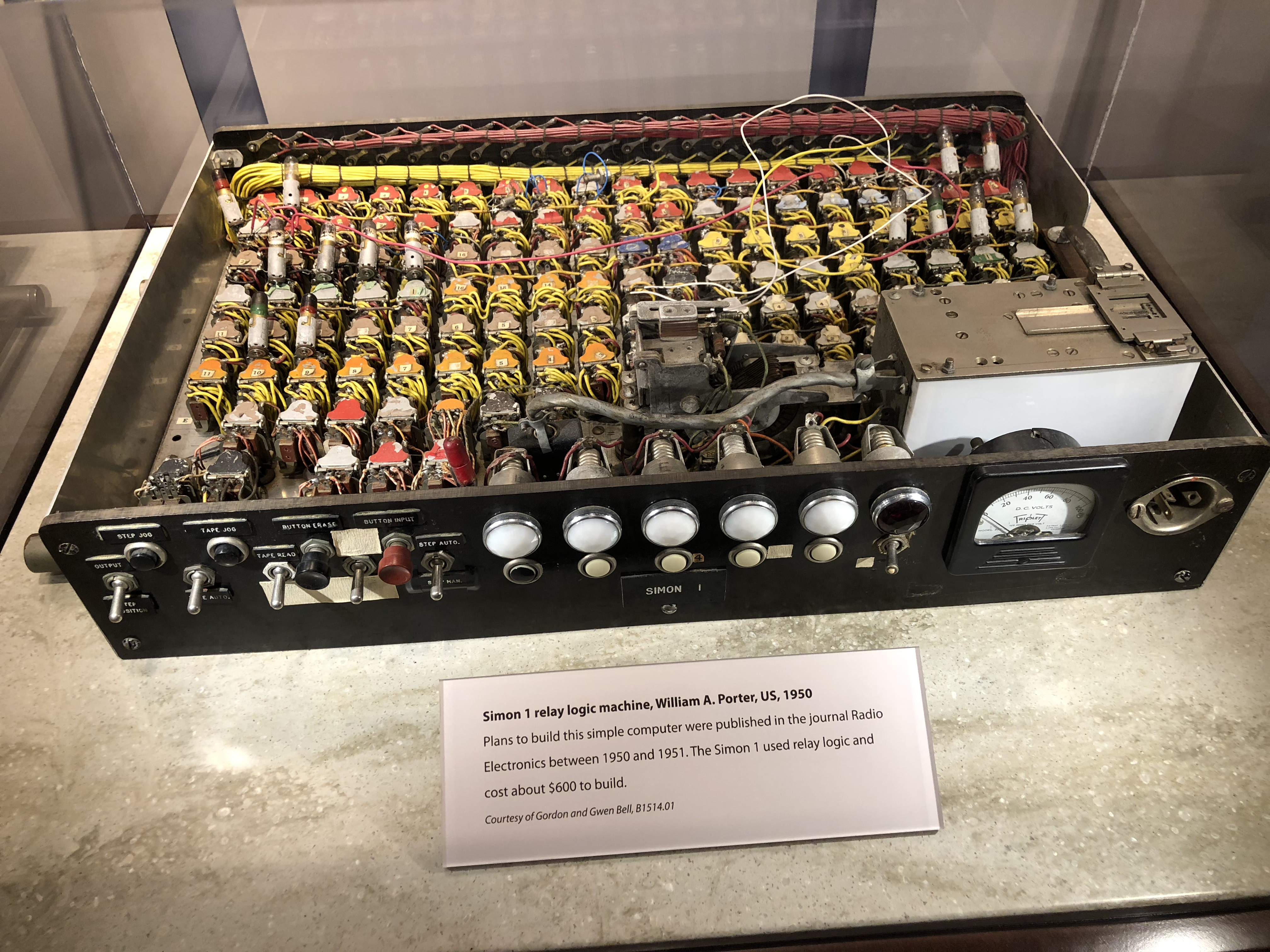
Simon 1.

Simon foi o primeiro computador pessoal da história, um projeto desenvolvido por Edmund Berkeley e apresentado numa série de treze artigos publicados na revista estadunidense Radio Electronics a partir da edição de outubro de 1950. Embora existissem máquinas muito mais avançadas na época de sua construção, o Simon representou a primeira experiência de construção de um computador digital automático simples, com fins educativos. Seu preço de lançamento foi de US$ 600.

## História
O "projeto Simon" surgiu em decorrência de um livro de Berkeley, Giant Brains, or Machines That Think, lançado em novembro de 1949. Nele, o autor comentava:

Deveríamos agora considerar como podemos projetar um mecanismo muito simples capaz de pensar... chamemo-lo Simon, por conta de seu predecessor, Simple Simon... Simon é tão simples e tão pequeno que poderia ser construído para ocupar menos espaço do que um mostruário de mercearia; cerca de quatro pés cúbicos....Pode parecer que um simples modelo de cérebro mecânico como Simon não teria grande utilidade prática. Pelo contrário, Simon possui o mesmo potencial instrutivo que um conjunto de experimentos químicos simples: estimular o pensamento e a compreensão, e produzir treinamento e habilidade. Um curso de treinamento em cérebros mecânicos poderia muito bem incluir a construção de um modelo de cérebro mecânico simples, como exercício.
Em novembro de 1950, Berkeley escreveu um artigo intitulado Simple Simon para a revista Scientific American, onde fazia uma descrição para o público leigo dos princípios da computação digital. Apesar da extrema pobreza dos recursos de Simon (capaz de representar apenas os números 0, 1, 2 e 3), Berkeley afirmava na página 40 que a máquina "possuía as duas propriedades únicas que definem qualquer cérebro mecânico verdadeiro: pode transferir informação automaticamente de qualquer um de seus registradores para qualquer outro, e pode realizar operações de raciocínio de comprimento indefinido". Berkeley concluía seu artigo antecipando o futuro:
Algum dia poderemos mesmo ter pequenos computadores em nossos lares, extraindo energia da rede elétrica como refrigeradores ou rádios... Poderão relembrar para nós fatos que temos dificuldade em recordar. Poderão calcular contas e o imposto de renda. Estudantes recorrerão ao seu auxílio para fazer o dever de casa. Poderão mesmo perpassar e listar combinações de possibilidades que precisaremos levar em consideração ao tomar decisões importantes. Poderemos descobrir que o futuro está cheio de cérebros mecânicos trabalhando ao nosso redor.

## Especificações técnicas
A arquitetura do Simon baseava-se em relés. Os programas eram executados a partir de uma fita de papel perfurada de cinco níveis, do tipo usado em teletipos. Os registradores e a ULA podiam armazenar somente 2 bits. A entrada de dados era feita ou pela fita de papel ou por cinco chaves no painel frontal da máquina. A saída era fornecida por cinco lâmpadas.

### Execução de programas
A fita de papel perfurada servia não somente para a entrada de dados, mas também como memória da máquina. As instruções eram executadas em seqüência, a medida em que eram lidas da fita. A máquina era capaz de executar operações de soma, subtração, "maior do que" e seleção.